# BEML
BEML Ltd (ehemals Bharat Earth Movers Limited) ist ein indischer Mischkonzern mit den Geschäftsfeldern Mining & Construction, Rail & Metro und Defence & Aerospace. Das Unternehmen wurde im Mai 1964 gegründet. Der indische Staat hält derzeit 54 % Prozent der Konzernanteile. Konzernsitz ist in Bangalore. In der Division Trading werden auch Nicht-BEML Produkte gehandelt. Die Aktie wird an der Börse gehandelt. Ende 2015 hatte das Unternehmen 9599 Mitarbeiter.

## Produkte

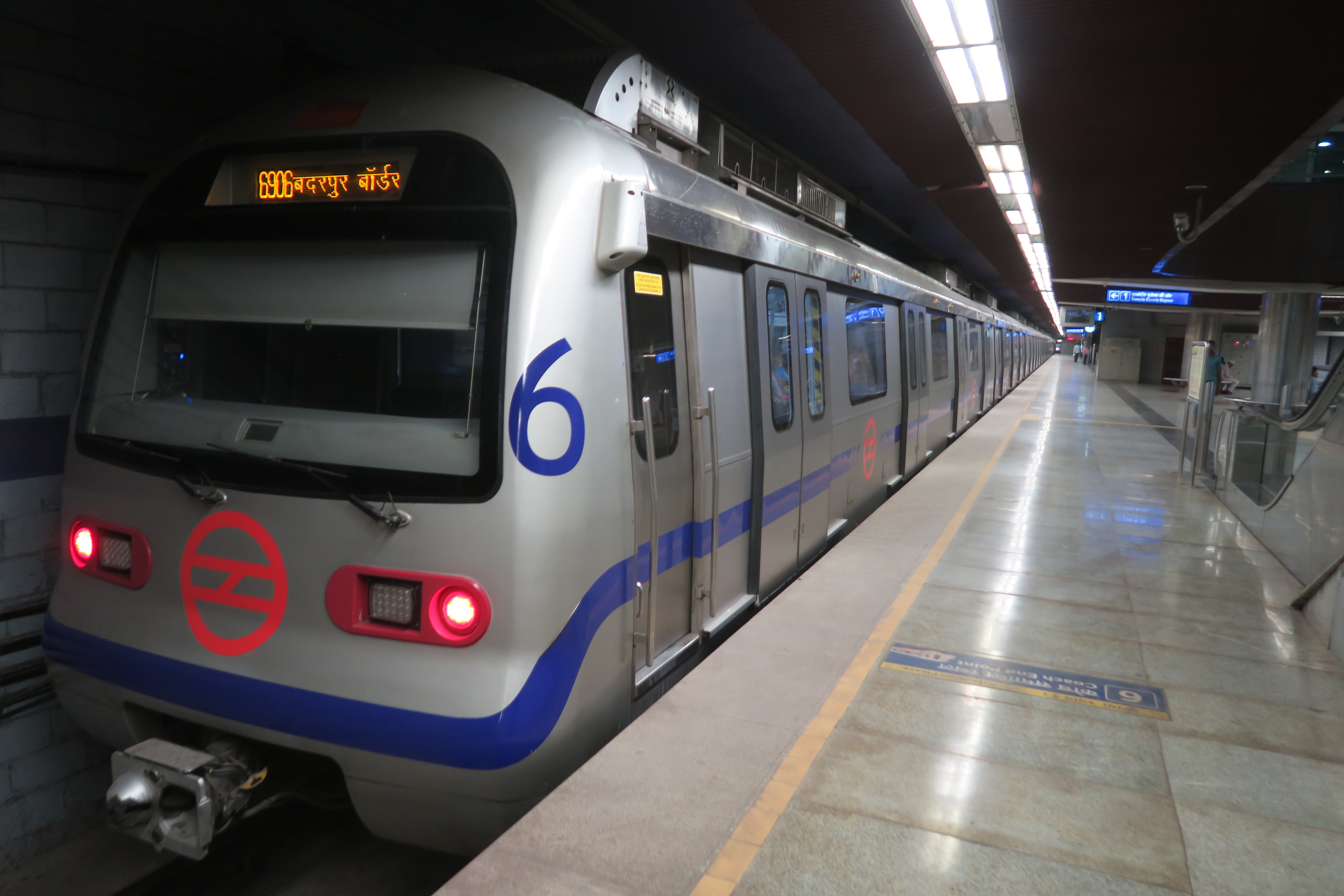
Normalspurzug (ROTEM/BEML) auf Linie 6

- Schienenfahrzeuge, unter anderem für:

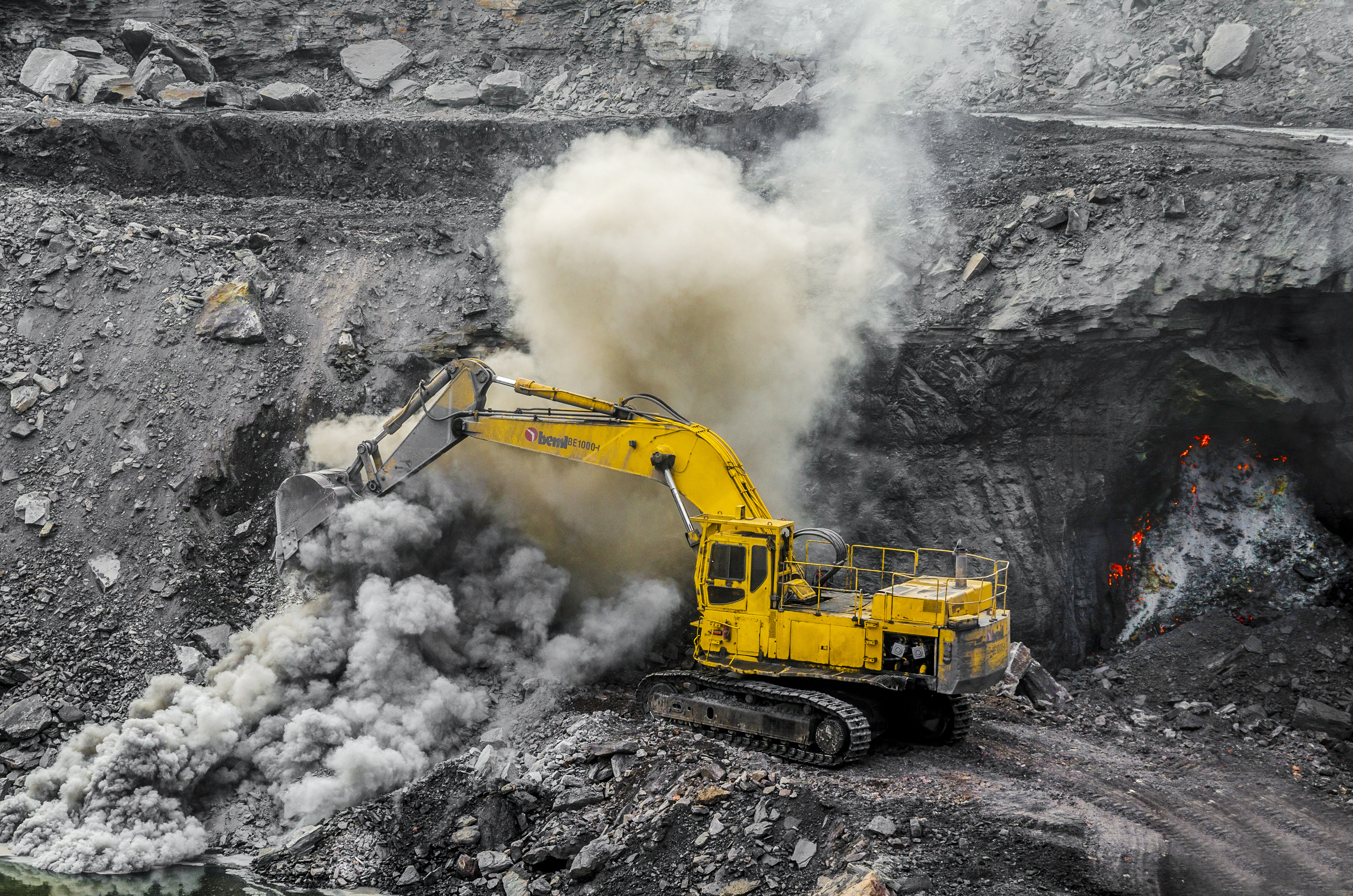
BE1000-1

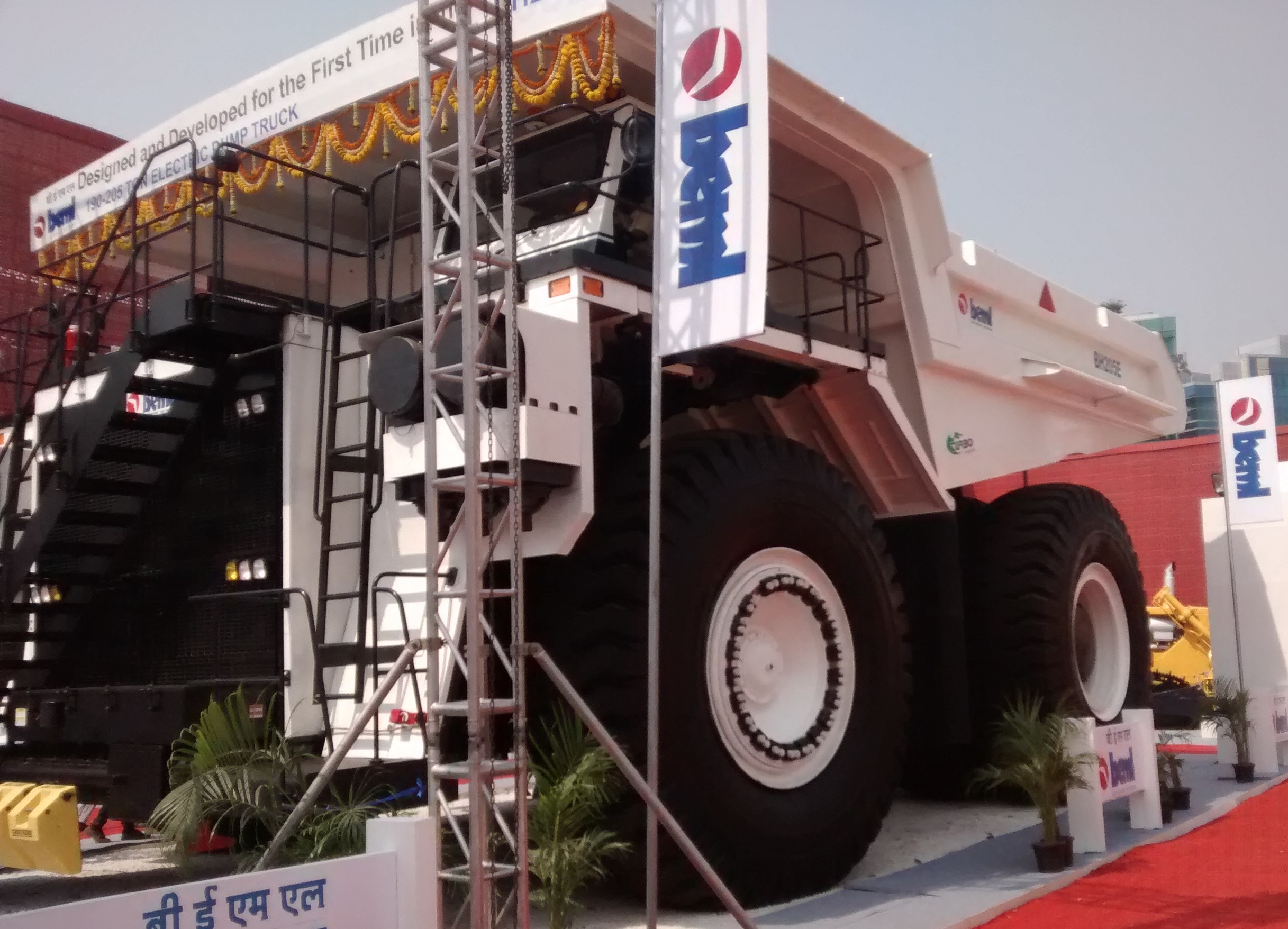
BEML BH205E-AC

  - Metro Delhi
  - Bengaluru Metro
  - Mumbai Metro

- Bagger
  - BE75
  - BE200
  - BE220G
  - BE300LC
  - BE700
  - BE1000E-1
  - BE1000-1
  - BE1600
  - BE1800E

- Muldenkipper
  - BH35-2
  - BH40
  - BH60M
  - BH100
  - BH150E
  - BH205E-AC

- Militärfahrzeuge
  - Sarvatra Bridging System
  - Lizenzfertigung von Tatra-Lkw
  - Militärische Bergefahrzeuge